# 上野貴久
上野 貴久（うえの たかひさ、1982年12月9日 - ）は、東京都足立区出身の元プロ野球選手、元社会人野球選手（投手）。左投左打。読売ジャイアンツに所属していた。実弟は千葉ロッテマリーンズに所属していた上野大樹。

## 来歴・人物

### プロ入り前
中学時代は地元の軟式野球チームブラックキラーズに所属していた。帝京高時代は控え投手だったが、進学した東洋大学の野球部では1年生春から主戦投手になる。東都大学リーグ通算75試合登板し14勝28敗、防御率3.43、228奪三振。
大学卒業後の2005年はNTT東日本に入社、同社硬式野球部に所属。2006年の都市対抗では、予選で3勝、本戦で1勝をあげた。同年の大学生・社会人ドラフト会議で読売ジャイアンツから3巡目指名を受け入団（契約金1億円、年俸1500万円）。

### プロ入り後
2007年の春季キャンプで、希望枠の金刃憲人・大社4巡目の円谷英俊・同じく6巡目の寺内崇幸と共に、球団としては4年ぶりのキャンプでの新人一軍スタートとなった。しかし、3年間一軍登板なしに終わる。
2010年シーズンは、2軍で40試合に登板し、4勝1セーブ、防御率1.30という成績を残した事から李承燁と入れ替わりという形で9月7日に初めて一軍登録され、同月9日に対横浜DeNAベイスターズ戦でプロ初登板した。
2011年は、二軍で防御率4.41に終わり、結局一軍登板は無く、11月15日に球団から戦力外通告を受けた。

### 社会人野球復帰
2012年、プロ入り前に所属したNTT東日本に6年ぶりに復帰したが、この年限りで現役を引退した。

### 引退後
今後は同社で社業に就く。

## 選手としての特徴
最速144km/hのストレートに、スライダー・シュートを加え左右に揺さぶる投球が持ち味。両サイド低めに集められる制球力も武器としている。

## 詳細情報

### 年度別投手成績
| 年 度     | 球 団     | 登 板 | 先 発 | 完 投 | 完 封 | 無 四 球 | 勝 利 | 敗 戦 | セ 丨 ブ | ホ 丨 ル ド | 勝 率 | 打 者 | 投 球 回 | 被 安 打 | 被 本 塁 打 | 与 四 球 | 敬 遠 | 与 死 球 | 奪 三 振 | 暴 投 | ボ 丨 ク | 失 点 | 自 責 点 | 防 御 率 | W H I P |
| --------- | --------- | ----- | ----- | ----- | ----- | -------- | ----- | ----- | -------- | ----------- | ----- | ----- | -------- | -------- | ----------- | -------- | ----- | -------- | -------- | ----- | -------- | ----- | -------- | -------- | ------- |
| 2010      | 巨人      | 1     | 0     | 0     | 0     | 0        | 0     | 0     | 0        | 0           | ----  | 2     | 0.2      | 0        | 0           | 0        | 0     | 0        | 0        | 0     | 0        | 0     | 0        | 0.00     | 0.00    |
| 通算：1年 | 通算：1年 | 1     | 0     | 0     | 0     | 0        | 0     | 0     | 0        | 0           | ----  | 2     | 0.2      | 0        | 0           | 0        | 0     | 0        | 0        | 0     | 0        | 0     | 0        | 0.00     | 0.00    |

### 記録
- 初登板：2010年9月9日、対横浜ベイスターズ18回戦（横浜スタジアム）、8回裏1死に5番手で救援登板・完了、2/3回無失点

### 背番号
- 38 （2007年 - 2008年）
- 62 （2009年 - 2011年）